# Vittorio Bigari
 (juillet 2025).
Vittorio Bigari (Vittorio Maria Bigari), (né en 1692 à Bologne en Émilie-Romagne et mort en 1776 dans cette même ville) est un peintre italien du XVIIIe siècle.

## Biographie
Vittorio Bigari est un peintre représentatif de la fin de la période baroque, actif à Bologne, où il a été l'élève d'Antonio Dardani.
Il fut professeur à l'Académie clémentine.
Bigari est un décorateur réputé : en 1722, il réalise pour le palais récemment rénové de Pompeo Aldrovandi un cycle de décors ; en 1724-1725, il peint le décor de la Galleria du palais Ranuzzi selon le programme iconographique de l'écrivain Pier Jacopo Martello : une allégorie des bains de la cité thermale de Porretta qui dépendait de la famille Ranuzzi depuis le XVe siècle. Ce décor plein d'allégresse et de rythme lui assura des commandes importantes pour d'autres palais à Bologne, notamment en 1744-1748, pour Pompeo Aldrovandi, nommé cardinal en 1734, la grande Galleria du palais Aldrovandi où il peint les événements glorieux de la famille.
Dans le domaine religieux, il peint en 1734 des fresques dans la nef de la Basilique San Domenico, qui commémorent des épisodes de l'histoire de Église et de l'ordre dominicain, ainsi que la coupole de l'église de la Madonna della Guardia.

## Œuvres
- Galerie nationale du portrait, Bologne.
  - Banquet de Balthazar.
  - Le banquet d'Absolon.
  - Salomon brûlant l'encens devant les idoles.

## Sources
- (en) Cet article est partiellement ou en totalité issu de l’article de Wikipédia en anglais intitulé « Vittorio Bigari » (voir la liste des auteurs).